# 雙尾蛺蝶
雙尾蛺蝶（Polyura eudamippus）也稱大二尾蛺蝶、雙尾蝶，是尾蛺蝶屬的一種蝴蝶。

## 描述
本種為中大型蛺蝶，體背褐色，腹側白色。
前翅呈三角形，前緣弧形、外緣內凹；後翅扇形，M3與CuA2脈末端具尾突。翅背底色黃白，前翅外半部有黑褐寬帶，內含黃白點列，前緣中央有黑褐條紋延伸至M2室，與寬帶相連；翅基有黑褐紋，另有一條延伸入M3室。後翅外側具鑲白點與藍色弦月紋之暗色寬帶，外圍有黃綠與藍綠色紋延伸至尾突，翅基亦具黑褐紋。
翅腹呈銀白色，前翅外側有兩條橄欖色紋，內側有Y字形條紋，中室內有兩個黑褐斑點。後翅內外側各有橄欖色條紋，外側條紋鑲黑色波狀線，外緣另有黑色點列，並帶橄欖與淺黃褐色邊。緣毛黑褐。

## 分布
本種分布於中國華南、華東、華西、喜馬拉雅、台灣；台灣地區於本島中海拔地區可見。

## 亞種[3]
- Polyura eudamippus eudamippus
- Polyura eudamippus cupidinius (Fruhstorfer, 1914)
- Polyura eudamippus formosanus' (Rothschild, 1899)
- Polyura eudamippus jamblichus (Fruhstorfer, 1914)
- Polyura eudamippus kuangtungensis (Mell, 1923)
- Polyura eudamippus nigrobasalis (Lathy, 1898)
- Polyura eudamippus peninsularis (Pendlebury, 1933)
- Polyura eudamippus rothschildi (Leech, 1893)
- Polyura eudamippus splendens (Tytler, 1940)
- Polyura eudamippus weismanni (Fritze, 1894)
- Polyura eudamippus whiteheadi (Crowley, 1900)

## 生態習性
本種幼蟲以多種豆科植物，如頷垂豆、老荊藤、阿勃勒，以及鼠李科光果翼核木、小葉鼠李、薔薇科墨點櫻桃、榆科櫸木等為食，一年多世代，以蛹態越冬。

## 資料來源
1. ↑  徐堉峰，梁家源，黃智偉，沈宗諭. . 農業部林業及自然保育署. 2021/12. ISBN 9786267100523.
2. ↑  徐堉峰. . 台中市: 晨星出版社. 2013. ISBN 978-986-177-668-2.
3. ↑  .   [2015-04-18]. （原始内容存档于2020-11-25）.

## 外部連結
- 维基共享资源上的相關多媒體資源：雙尾蛺蝶